# Suzan Farmer
Suzan Farmer (Kent, 1942. június 16. – 2017. szeptember 17.) angol színésznő.

## Filmjei

### Mozifilmek
- The Supreme Secret (1958)
- The Dawn Killer (1959)
- Design for Living (1960, rövidfilm)
- Vadul vagy engedékenyen (The Wild and the Willing) (1962)
- 80,000 Suspects (1963)
- The Scarlet Blade (1963)
- The Devil-Ship Pirates (1964)
- A 633-as repülőszázad (633 Squadron) (1964)
- Die, Monster, Die! (1965)
- A sötétség hercege (Dracula: Prince of Darkness) (1966)
- Doctor in Clover (1966)
- Raszputyin, az őrült szerzetes (Rasputin: The Mad Monk) (1966)
- Where the Bullets Fly (1966)
- Talk of the Devil (1968, rövidfilm)
- Persecution (1974)

### Tv-filmek
- BBC Sunday-Night Play (1962–1963)
- The Idiot (1966)
- The Caesars (1968)

### Tv-sorozatok
- Call Oxbridge 2000 (1961, egy epizódban)
- ITV Television Playhouse (1962, egy epizódban)
- Az angyal (The Saint) (1962–1968, négy epizódban)
- ITV Play of the Week (1962–1974, négy epizódban)
- The Marriage Lines (1963, egy epizódban)
- Festival (1964, egy epizódban)
- Detective (1964, egy epizódban)
- No Hiding Place (1964, egy epizódban)
- Love Story (1964, egy epizódban)
- Danger Man (1964, egy epizódban)
- Gideon's Way (1964, egy epizódban)
- Armchair Theatre (1964, 1966, két epizódban)
- Front Page Story (1965, egy epizódban)
- Sherlock Holmes (1965, egy epizódban)
- The Flying Swan (1965, egy epizódban)
- Mr. Rose (1967, egy epizódban)
- Man in a Suitcase (1967, egy epizódban)
- The Tenant of Wildfell Hall (1968–1969, két epizódban)
- Out of the Unknown (1969, egy epizódban)
- The Inside Man (1969, egy epizódban)
- Please Sir! (1969, egy epizódban)
- Omnibus (1969, dokumentum-sorozat, egy epizódban)
- Wicked Women (1970, egy epizódban)
- UFO (1971, egy epizódban)
- Minden lében két kanál (The Persuaders!) (1971, egy epizódban)
- The Lotus Eaters (1972, egy epizódban)
- New Scotland Yard (1974, egy epizódban)
- Thriller (1975, egy epizódban)
- The Chiffy Kids (1976, egy epizódban)
- Warship (1976, egy epizódban)
- Dixon of Dock Green (1976, egy epizódban)
- The Squirrels (1976, egy epizódban)
- Hazell (1978, egy epizódban)
- Coronation Street (1978, hat epizódban)
- Blake's 7 (1978, egy epizódban)
- Play for Today (1979, egy epizódban)
- Breakaway (1980, két epizódban)
- Leap in the Dark (1980, egy epizódban)